# São Martinho da Gândara
São Martinho da Gândara is een plaats (freguesia) in de Portugese gemeente Oliveira de Azeméis en telt 2289 inwoners (2001).